# F (Album)
F ist der Titel des 1982 veröffentlichten vierten Studioalbums der deutschen Rockband Fargo.

## Hintergrund
Nach der Tournee zum Album Frontpage Lover, die Fargo unter anderem im Vorprogramm von Mothers Finest absolviert hatte, hatte Gitarrist Hanno Grossmann die Gruppe verlassen, mit der er die ersten drei Alben aufgenommen hatte. Als Ersatz für ihn kam Tommy Newton in die Band.
Die Aufnahmen zu F fanden im Horus Sound Studio in Hannover statt. Die Produktion des Albums übernahm Jan Nemec. Tommy Newton brachte sich für drei Titel, das Intro F, Here We Are und Aphrodite Woman, als Co-Songwriter ein, sechs weitere Lieder hatte Peter Ladwig geschrieben. Der Titel Squeeze Me war eine Komposition des Mothers-Finest-Gitarristen Gary „Mo“ Moore.
F wurde 1982 in Europa veröffentlicht, 1983 brachte EMI das Album auch in Mexiko heraus. Auf dem Plattencover waren alle Titel in Spanisch zu lesen.
2003 wurde F wiederveröffentlicht und erschien erstmals auf CD. Diese Ausgabe des Albums enthielt neben den Titeln der Originalausgabe drei Lieder (Red Man, No One Like You und My Time ist Running Out) als Bonustracks, die Fargo ursprünglich 1983 für das geplante fünfte Album aufgenommen hatten.
Da Gitarrist und Sänger Peter Ladwig und Schlagzeuger Frank Tolle die Band nach der Tournee zu F verlassen hatten, waren diese bis dahin unveröffentlichten Aufnahmen in der Besetzung Pedro Schemm (Gesang), Tommy Newton und John Lockton (Gitarren), Peter Knorn (Bass) und Bernie van der Graaf (Schlagzeug) entstanden. Aus dieser Besetzung der Gruppe ging nach einem weiteren Sängerwechsel Victory hervor. Auf dem Debütalbum der Band erschien Red Man mit neuem Text als Wreck Man.

## Titelliste
| Nr.          | Titel                      | Text         | Musik                      | Länge |
| ------------ | -------------------------- | ------------ | -------------------------- | ----- |
| 1.           | "F" (Intro)                |              | Peter Ladwig, Tommy Newton | 1:00  |
| 2.           | Here We Are                | Peter Knorn  | Newton                     | 2:12  |
| 3.           | Squeeze Me                 | Moore        | Moore                      | 2:17  |
| 4.           | Feel Like Dancing          | Ladwig       | Ladwig                     | 2:30  |
| 5.           | No Trouble                 | Ladwig       | Ladwig                     | 4:12  |
| 6.           | Plastic Chicks             | Ladwig       | Ladwig                     | 3:40  |
| 7.           | The Tide Is Turning        | Knorn        | Ladwig                     | 4:16  |
| 8.           | Be My Brother              | Ladwig       | Ladwig                     | 4:09  |
| 9.           | My Sweet Darling           | Ladwig       | Ladwig                     | 3:55  |
| 10.          | Aphrodite Woman            | Knorn        | Newton                     | 3:00  |
| 11.          | Hard Attack (Instrumental) |              | Ladwig                     | 3:20  |
| Gesamtlänge: | Gesamtlänge:               | Gesamtlänge: | Gesamtlänge:               | 34:31 |

| Nr.          | Titel                  | Text         | Musik        | Länge |
| ------------ | ---------------------- | ------------ | ------------ | ----- |
| 1.           | "F" (Intro)            |              |              | 1:00  |
| 2.           | Here We Are            | Peter Knorn  | Newton       | 2:12  |
| 3.           | Squeeze Me             |              |              | 2:17  |
| 4.           | Feel Like Dancing      |              |              | 2:30  |
| 5.           | No Trouble             |              |              | 4:12  |
| 6.           | Plastic Chicks         |              |              | 3:40  |
| 7.           | The Tide Is Turning    |              |              | 4:16  |
| 8.           | Be My Brother          |              |              | 4:09  |
| 9.           | My Sweet Darling       |              |              | 3:55  |
| 10.          | Aphrodite Woman        |              |              | 3:00  |
| 11.          | Hard Attack            |              |              | 3:23  |
| 12.          | Red Man                | Knorn        | Newton       | 4:36  |
| 13.          | No One Like You        | Knorn        | Newton       | 3:22  |
| 14.          | My Time is Running Out | Knorn        | Newton       | 4:50  |
| Gesamtlänge: | Gesamtlänge:           | Gesamtlänge: | Gesamtlänge: | 47:19 |